# Kolczakówka strefowana

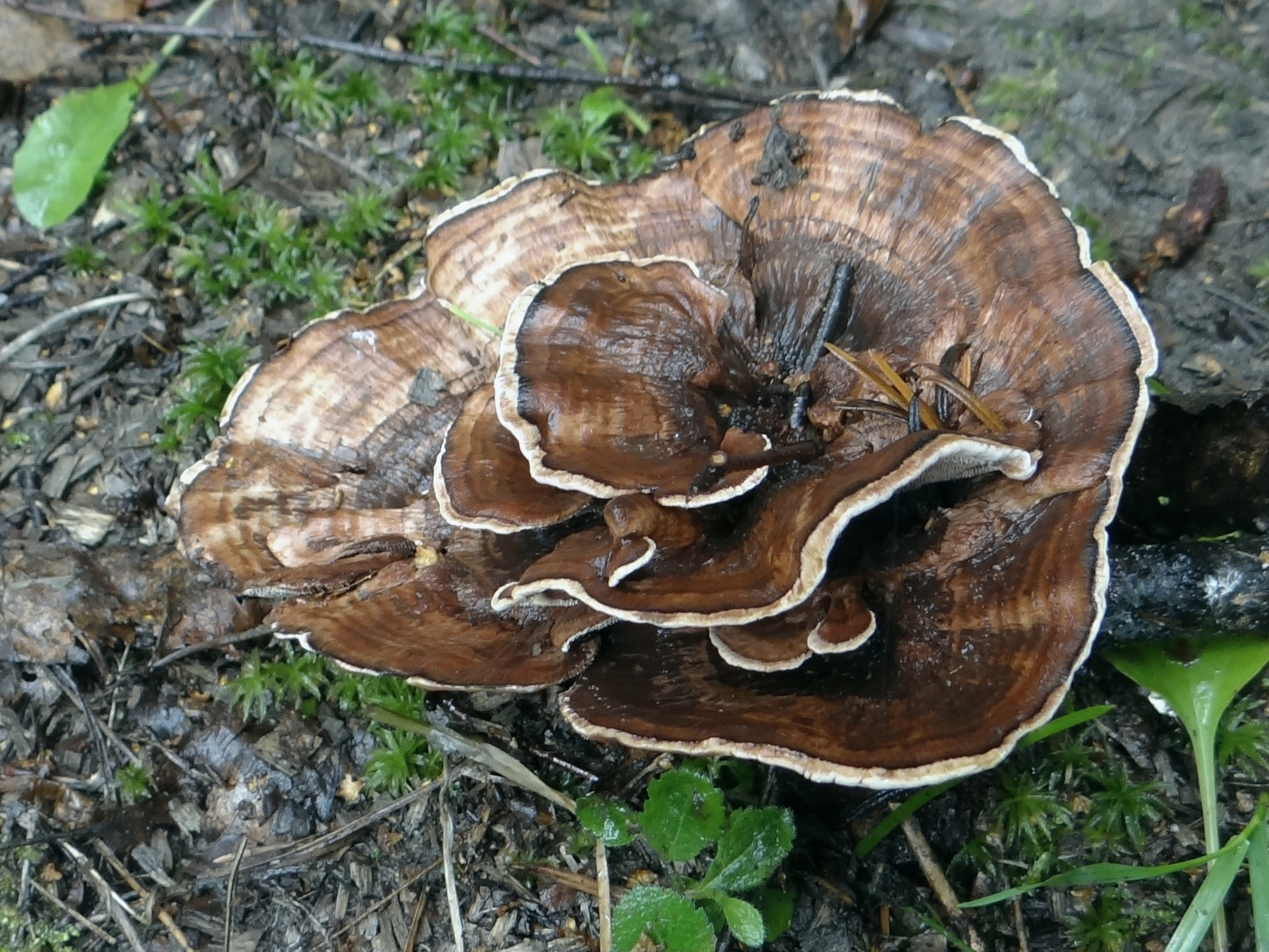
Często tworzy piętrowo kapelusze

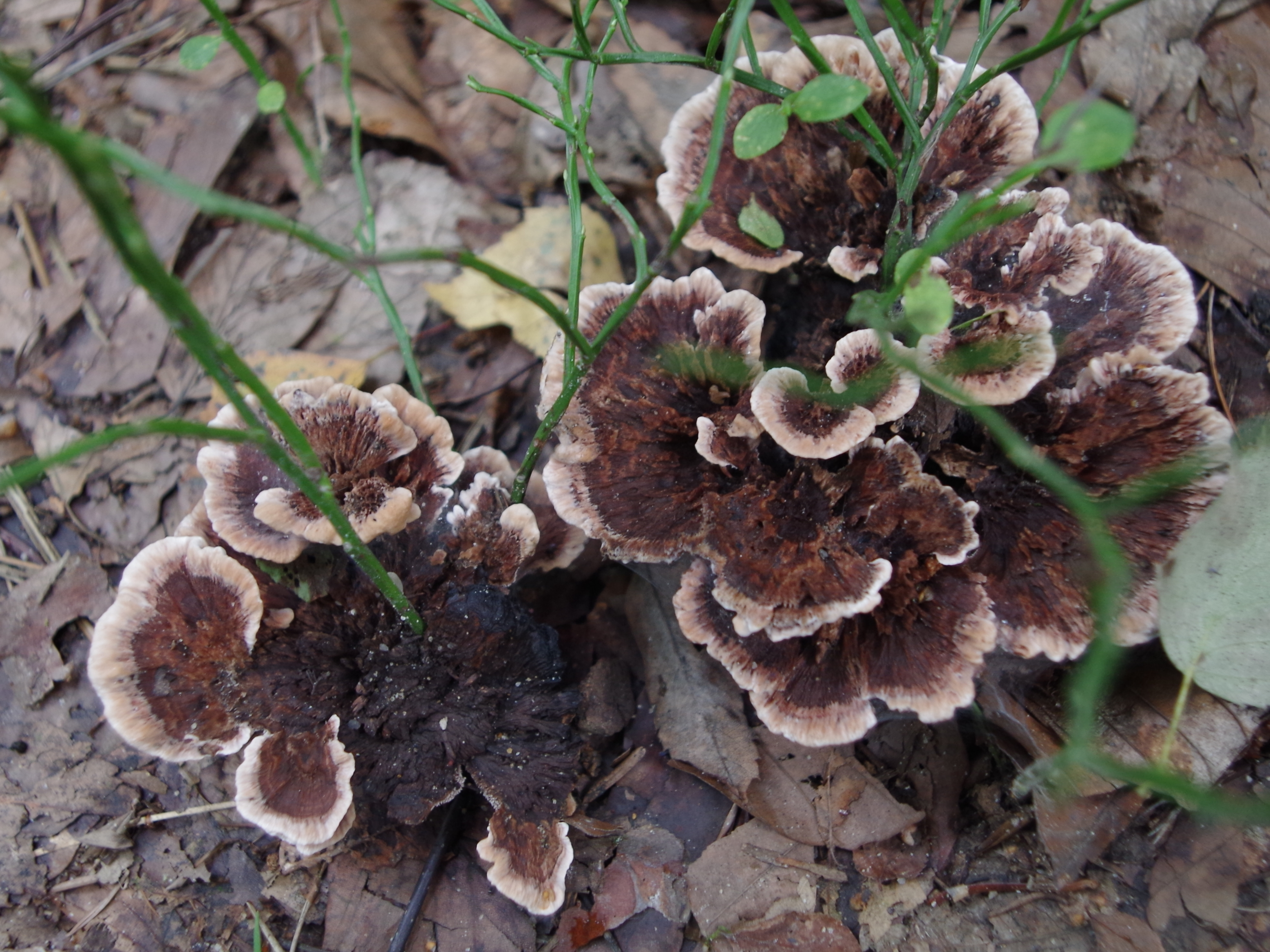

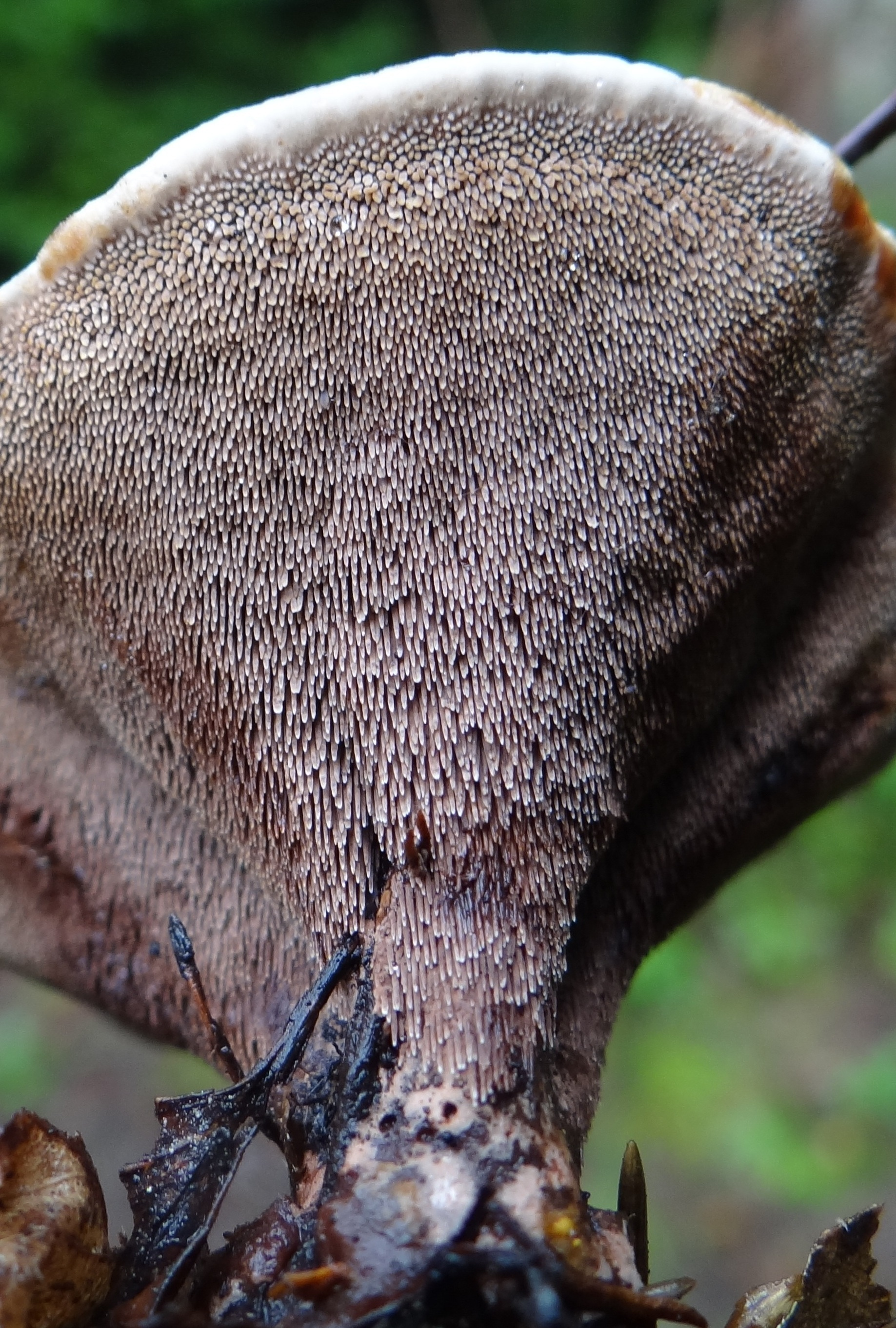
Kolczasty hymenofor

Kolczakówka strefowana (Hydnellum concrescens Banker) – gatunek grzybów należący do rodziny kolcownicowatych (Bankeraceae).

## Systematyka i nazewnictwo
Pozycja w klasyfikacji według Index Fungorum: Hydnellum, Bankeraceae, Thelephorales, Incertae sedis, Agaricomycetes, Agaricomycotina, Basidiomycota, Fungi.
Po raz pierwszy takson ten zdiagnozował w 1796 r. Christiaan Hendrik Persoon nadając mu nazwę Hydnum concrescens. Obecną, uznaną przez Index Fungorum nazwę nadał mu w 1906 r. Howard James Banker.
Nazwę polską nadali Barbara Gumińska i Władysław Wojewoda w 1983. Odnosi się ona do kolczastego hymenoforu i strefowanej powierzchni kapelusza. Łacińska nazwa gatunkowa concrescens odnosi się do jego skłonności do zrastania się kapeluszy.

## Morfologia
Kapelusz
2–10 cm średnicy, wgłębiony do lejkowatego, promieniście zmarszczony. Często wewnątrz lejkowatego owocnika tworzą się promieniście ułożone następne, mniejsze lejki lub wyrostki, czasami też sąsiednie owocniki zrastają się z sobą. Powierzchnia koncentrycznie i różnobarwnie strefowana, naga, aksamitna lub włókienkowata, z jaśniejszym brzegiem. Ma barwę od różowobrązowej do ciemnobrązowej.
Hymenofor
Kolczasty. Kolce zbiegające na trzon, na końcach jaśniejsze, do 3 mm długości. Początkowo są białawe, później brązowe do ciemnobrązowych.
Trzon
Wysokość 24 cm, grubość 2–5 cm, kształt zwykle beczkowaty, barwa taka sama jak kapelusza.
Miąższ
Podobnej barwy jak kapelusz, słabo strefowany, skórzasty, korkowaty, w końcu zdrewniały. Bez zapachu, lub zapach niewyraźny.
Wysyp zarodników
Brązowy. Zarodniki brązowawe, kuliste lub nieregularne, o rozmiarach 4–7 μm.

## Występowanie i siedlisko
Występuje w Ameryce Północnej i Środkowej, Europie, Azji i Australii. W Polsce rzadki, podlegający ścisłej ochronie gatunkowejZnajduje się na Czerwonej liście roślin i grzybów Polski. Ma status E – gatunek zagrożony wymarciem. Znajduje się na listach gatunków zagrożonych także w Szwajcarii, Niemczech, Danii, Anglii, Holandii, Norwegii, Słowacji.
Rośnie na ziemi w lasach liściastych, iglastych i mieszanych, wśród mchów lub opadłego igliwia, czasami także wśród wrzosów i w lasach bukowo-jodłowych. W Polsce owocniki wytwarza od sierpnia do października.

## Gatunki podobne
- Kolczakówka dołkowana (Hydnellum scrobiculatum), która nie ma jednak wyraźnego strefowania, ma większe i inaczej wyglądające zarodniki[3].